# Wilhelm Arendts
Wilhelm Arendts (* 6. Februar 1883 in München; † 23. März 1958) war ein deutscher Generaldirektor und Kommerzienrat.

## Leben
Nach dem Besuch des Humanistischen Gymnasiums studierte er an der Universität München und nahm als Offizier im Rang eines Hauptmanns im Generalstab am Ersten Weltkrieg teil. 1919 wurde er als Oberst zur Disposition gestellt und anschließend im Bankwesen tätig. 1923 wurde er Vorstandsmitglied der Hermes Kreditversicherungs-Bank AG. Ein Jahr später wurde Wilhelm Arendts Vorstandsmitglied der Bayerischen Versicherungsbank AG. 1926 erfolgte seine Ernennung zum Generaldirektor. In den folgenden Jahren wurde er Mitglied weiterer Versicherungs- und Bankvorstände sowie -aufsichtsräte. Mit Ausbruch des Zweiten Weltkrieges wurde er als Oberst reaktiviert. Er war in dieser Zeit ein enger Freund des Generaloberst Franz Halder und von General Carl-Heinrich von Stülpnagel, den er bereits aus dem Ersten Weltkrieg kannte.
Ferner war er Mitglied und Schatzmeister der 1933 gegründeten Akademie für Deutsches Recht und Mitglied der Industrie- und Handelskammer München. Außerdem war er Präsident des Münchener Rotary-Clubs. Als Clubpräsident überbrachte er dem Schriftsteller Thomas Mann die Nachricht, dass er von der Mitgliederliste gestrichen werden müsse. Thomas Mann hatte eine jüdische Ehefrau, damit betrieb er in den Augen der Nationalsozialisten „Rassenschande“. Ferner war Arendts Mitglied der Geographischen Gesellschaft München.
Wilhelm Arendts war verheiratet mit Maria geborene Borscht. Aus der gemeinsamen Ehe gingen zwei Söhne und zwei Töchter hervor.

## Ehrungen
Vom Reichskommissar für die Gleichschaltung der Justiz Hans Frank wurde Wilhelm Arendts zum Ehrenmitglied der Fachgruppe Wirtschaftsrecht des NS-Rechtswahrerbundes ernannt.
Wilhelm Arendts wurde zum Ehrenbürger der Universität München ernannt.